# 蝶斑笔螺
蝶斑笔螺是新腹足目笔螺科新格纹笔螺属的一种。主要分布于印度尼西亚、台湾，常栖息在浅海。